# Dehkan
Les dehkan, ou dehqan (persan : دهقان‎), formaient une classe de puissants propriétaires terriens pendant l'ère sassanide et le début de la période islamique, occupant toutes les régions de langues iraniennes.

## Étymologie
À l'origine, dehkan signifait « appartenant au deh » (vieux-perse : dahyu), pas dans le sens récent de « village » (comme en persan moderne) mais dans le sens premier de « terre ».

## Ère pré-islamique
Dans l'Empire sassanide, pré-islamique, les dehkans étaient considérés comme de petits propriétaires terriens. Les dehkan ont commencé à former une classe sociale héréditaire d'administrateurs locaux, auxquels les paysans devaient obéissance, dans l'Empire Sassanide tardif.
Après l'écrasement du soulèvement des Mazdakites, Khosro Ier mit en place des réformes sociales qui bénéficièrent aux dehkans,. Plus tard, au cours des règnes de Khosro Ier et de Kavadh Ier, les dehkans gagnèrent en influence en jouant le rôle d'épine dorsale de l'armée sassanide et de collecteurs des impôts impériaux. Leur influence grandissant, ils maintinrent l'éthique, les idéaux et les normes sociales persanes qui réapparurent ensuite  au Moyen Âge dans la Perse musulmane.

## Ère islamique
Dans les premiers textes musulmans, les dehkans sont décrits comme des gouverneurs locaux sous domination arabe, le terme dehkan étant parfois associé à celui de marzabān (« seigneur des Marches, gouverneur »). Au XIe siècle de l'ère chrétienne, les dehkans possédaient des terres ou s'impliquaient directement dans l'agriculture; soit par des plantations soient par la gestion des terres. En plus de leur rôle politique et social, les dehkans qui maîtrisaient l'Histoire et la culture de l'Iran pré-islamique, jouèrent un rôle culturel important auprès des gouvernants et les princes par leur érudition.
Par exemple, une source raconte que le gouverneur de Bassorah avaient trois dehkan à son service, et que ceux-ci lui décrivaient la grandeur des Sassanides, lui faisant sentir « l'infériorité » du règne des Arabes.  Les Iraniens n'avaient pas seulement préservé les idéaux des dehkan de l'époque sassanide jusqu'à la période islamique, mais avaient aussi inculqué ces idéaux à l'aristocratie arabe, qui avait également fusionné avec des Iraniens. Au IXe siècle, les Tahirides, d'origine dehkan persane, furent à l'origine d'un renouveau de la culture persane.
Au cours de l'ère seldjoukide, les dehkans jouèrent un rôle majeur quand les membres de cette dynastie se tournèrent vers eux pour gouverner leur empire. L'alliance entre les dehkans et les Seldjoukides créa un ressentiment au sein des tribus Turkmènes après 1055 quand Toghrul-Beg prit le pouvoir à Bagdad À cause de l'attachement des dehkan à la culture iranienne, le terme dehkan était devenu synonyme de "Persan de sang noble" par opposition aux Arabes et aux Turcs. Selon d'autres sources, y compris Nezami ‘Aruzi, le poète national iranien Ferdowsî était lui-même issu d'une lignée de dehkan. Un autre poète se présentant comme dehkan, Qatran Tabrizi, avaient aussi une très bonne connaissance de l'Iran ancien. Sa poésie regorge de références aux personnages de l'Iran antique et au rôle qu'ils ont joué.